# 前320年
| 千纪： | 前1千纪 |
| 世纪： | 前5世纪 \| 前4世纪 \| 前3世纪 |
| 年代： | 前350年代 \| 前340年代 \| 前330年代 \| 前320年代 \| 前310年代 \| 前300年代 \| 前290年代                                                                                  |
| 年份： | 前325年 \| 前324年 \| 前323年 \| 前322年 \| 前321年 \| 前320年 \| 前319年 \| 前318年 \| 前317年 \| 前316年 \| 前315年                                                    |
| 纪年： | 周慎靚王元年 魯平公三年 齊威王三十七年 趙武靈王六年 魏惠王後十五年 韓宣惠王十三年 秦惠文王五年 楚懷王九年 宋康王九年 衛嗣君十五年 燕王噲元年 越王無彊二十三年 中山王八年 |

## 大事记
- 衛更貶號為君。
- 特里帕拉迪蘇斯分封協議
- 歐邁尼斯於卡帕多細亞戰役擊敗克拉特魯斯。

## 逝世
- 佩爾狄卡斯，在埃及被自己的士兵殺害